# Thomas Brdarić
Thomas Brdarić (Nürtingen (Baden-Württemberg), 23 januari 1975) is een Duits voormalig betaald voetballer die als aanvaller speelde. Brdarić leidde gedurende zijn carrière de aanval van onder meer Bayer 04 Leverkusen, VfL Wolfsburg en Hannover 96 en hij speelde 8 interlands voor het Duits voetbalelftal.

## Clubcarrière

### Vroege carrière
Brdarić speelde in de jaren 90 onder meer voor VfL Kirchheim/Teck, VfB Stuttgart (inclusief het reserveteam VfB Stuttgart II), Fortuna Düsseldorf en Fortuna Köln. Bij Fortuna Köln brak Brdarić eind jaren 90 door.

### Bayer Leverkusen
De meeste voetbalsupporters kennen Brdarić daarom vooral als aanvaller van Bayer 04 Leverkusen, waar hij speelde van 1999 tot 2004. Met Bayer 04 Leverkusen bereikte Brdarić in 2002 de finale van de UEFA Champions League onder leiding van trainer Klaus Toppmöller. Leverkusen werd op Hampden Park met 1–2 verslagen door de befaamde Los Galácticos van het Spaanse Real Madrid en trainer Vicente del Bosque. Brdarić moest na 39 minuten worden gewisseld met een blessure. Thans een wereldberoemde volley van Zinédine Zidane diende de maats van Brdarić het nekschot toe.
Brdarić speelde tachtig wedstrijden voor Leverkusen in de Bundesliga en scoorde 24 maal.

### VfL Wolfsburg
Brdarić verliet Die Werkself in de zomer van 2004 en ging spelen voor VfL Wolfsburg. Echter kwam Brdarić in conflict met zijn trainer bij Wolfsburg, de Belg Eric Gerets. Na het overlijden van Brdarić' vader, zou De Leeuw hem desondanks hebben verplicht zich aan te melden op de training. Toen gewezen Duits international Thomas Strunz het roer overnam van Gerets, belandde Brdarić vaak naast het elftal. De spits kon niet leven met een statuut als invaller en verliet Wolfsburg – ondanks deelname aan 32 wedstrijden en 12 goals in de Bundesliga – al na één seizoen.

### Hannover 96
Brdarić tekende op 4 juni 2005 een contract bij Hannover 96, waar hij vervolgens de laatste drie seizoenen van zijn loopbaan doorbracht.
Brdarić, die meer dan 100 doelpunten scoorde in competitieverband, zette in 2008 definitief een punt achter zijn loopbaan wegens aanslepende knieproblemen.

## Interlandcarrière
Brdarić was international voor het Duits voetbalelftal van 2002 tot 2005. De aanvaller debuteerde op 27-jarige leeftijd tegen de Verenigde Staten op 27 maart 2002. Bondscoach Rudi Völler nam hem op in de 23-koppige Duitse selectie voor Euro 2004 in Portugal.
Onder Völlers opvolger Jürgen Klinsmann mocht Brdarić in 2005 ook mee naar de FIFA Confederations Cup gehouden in eigen land, ten nadele van onder anderen de latere WK-topschutter aller tijden Miroslav Klose. Duitsland pakte brons op de Confederations Cup.
Brdarić speelde uiteindelijk acht keer voor Die Mannschaft en scoorde zijn enige interlanddoelpunt tegen Iran, een vriendschappelijke ontmoeting op 9 oktober 2004.